# كل العيون علي (فلم)
كل العيون عليّ  (بالانجليزية: All Eyez on Me) هو فيلم أمريكي أُنْتِجَ عام 2017 وهو يحكي قصة مغني الهيب هوب والـشاعر، والممثل الأمريكي توباك شاكور.

## القصة
تدور أحداث الفيلم حول حقيقة قصة توباك شاكور منذ مجيئه إلى نيويورك حتى أصبح واحداً من أهم وأشهر المُغنين في العالم ومن أكثرهم تأثيراً.. وتتطوَّر أحداث الفيلم لتصل بالنهاية لموت توباك شاكور في سن الشباب (25 عاماً)، ويظهر على الشاشة النص التالي: «توباك توفي بعد ستة أيام من إطلاق النار عليه عن عمر يناهز 25 عامًا»، «ولا تزال جريمة مقتله دون حل»

## طاقم التمثيل

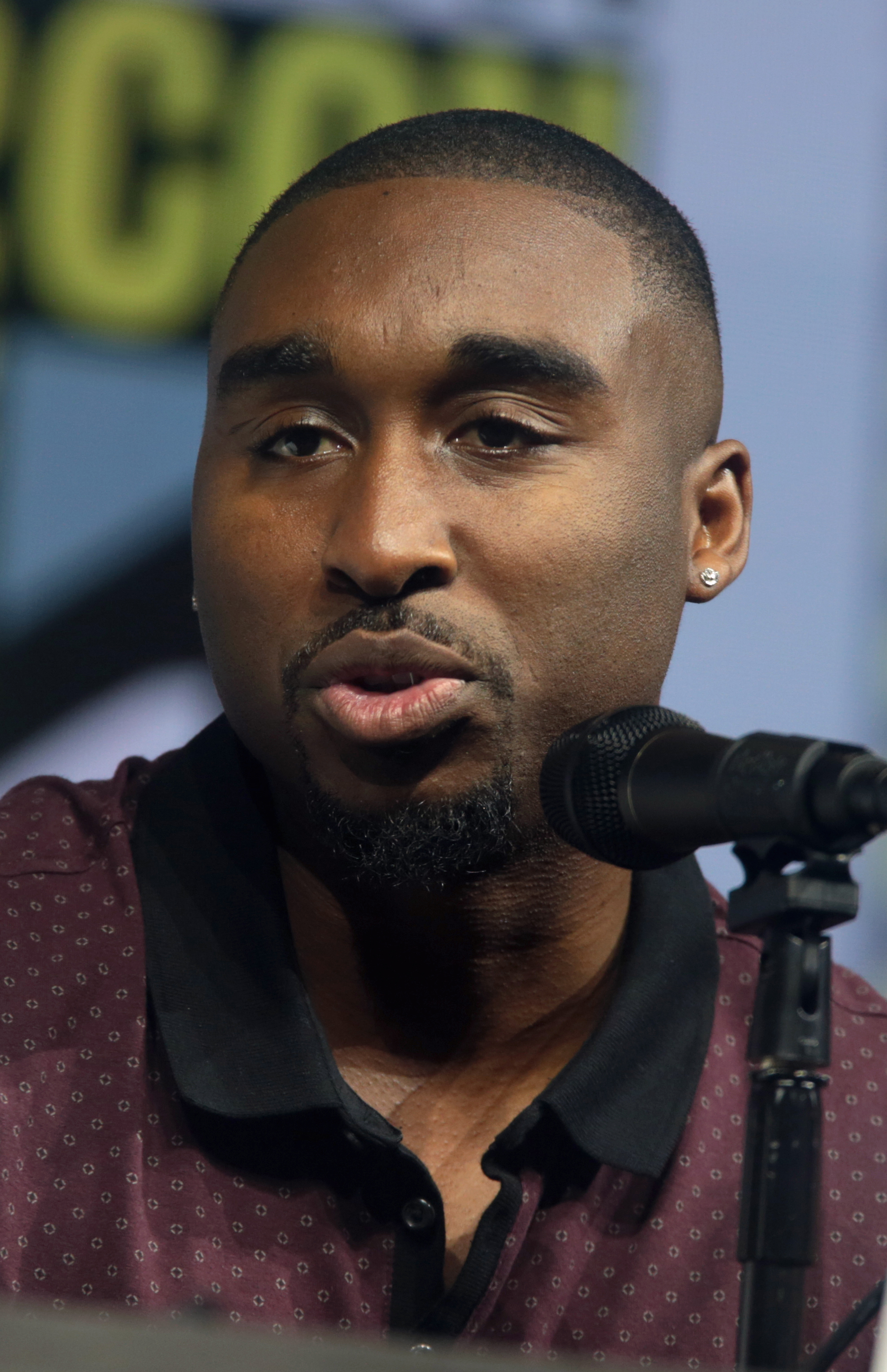
ديمتريوس شيب جونيور بدور (توباك شاكور)

- ديمتريوس شيب جونيور بدور (توباك شاكور).[10][11]
- داناي جوريرا بدور (أفني شاكور)[12]، والدة توباك.
- كاترينا جراهام بدور (جادا بينكت).[13]
- آني إيلونزيه بدور (كيدادا جونز).[14]
- دومينيك إل. سانتانا بدور (سوج نايت).[15]
- رايان لورانس بدور (تريتش).
- جمال وولارد بدور (بيجي سمولز).[10][11]
- كيث روبينسون بدور (آترون).[16]
- لورين كوهين بدور (ليلا ستينبرج).[17]
- جيمي هيكتور بدور (متولو).[18]

## الإنتاج
بدأ التصوير للفيلم في منتصف ديسمبر 2015 في أتلانتا (جورجيا)، واختُتِم التصوير في 12 أبريل 2016 في لاس فيغاس (نيفادا).

## الترويج للفيلم
في 16 يونيو 2016، في يوم عيد ميلاد توباك الخامس والأربعين، تم إصدار مقطع دعائي للفيلم ، وعُرض المقطع الدعائي الثاني في 13 سبتمبر 2016 الموافق للذكرى العشرين لوفاة توباك شاكور.
تم تحديد تاريخ إصدار الفيلم في 16 يونيو 2017، وفي 10 فبراير 2017 أُصْدِرَ مقطع دعائي ثالث ، متضمناً أسماء الشركات المنتجة والموزعة للفيلم. في 6 أبريل 2017 تم إطلاق مقطع دعائي رابع للفيلم.
ملحوظة: لم يتم إصدار ألبوم موسيقي رسمي مصاحب للفيلم.

## إيراداتالفيلم
حقق فيلم كل العيون عليّ (بالانجليزية: All Eyez on Me) أرباحًا بلغت 44.8 مليون دولار في الولايات المتحدة وكندا ، و 10.7 مليون دولار في أقاليم أخرى، بإجمالي 55.5 مليون دولار عالميًا ، مقابل ميزانية إنتاج قدرها 40 مليون دولار.

## واقعية الأحداث بالفيلم
ذكرت جادا بينكيت سميث أن الفيلم يحتوي على معلومات غير دقيقة حول علاقتها مع توباك، ولماذا غادر إلى كاليفورنيا. أكدت سميث أن توباك لم يقرأ أبدًا القصيدة التي قرأها لشخصيتها في الفيلم، وأنها لم تكن تعلم بوجودها حتى نُشرت في كتابه. ذكرت أيضًا أنها لم تحضر أبدًا أية حفلة لتوباك بناءً على طلبه، وأنه لم يكن هناك أي خلاف بينهما وراء طلبه ذلك منها. ومع ذلك ، أشادت بأداء شيب وجراهام. كما أبدَى كل من شون كومز وشوج نايت رضاهما عن الفيلم في مجمله، وأشادا بالممثيلين اللذين أديا دورهما في الفيلم.

## وصلات خارجية
- كل العيون عليّ على موقع قاعدة بيانات الأفلام العربية.
- كل العيون عليّ على IMDP.